# Самофалов Валерій Петрович
Валерій Петрович Самофалов (нар. 25 травня 1956, Київ, УРСР) — радянський та український футболіст, виступав на позиції захисника та півзахисника, майстер спорту СРСР. По завершенні кар'єри гравця працював тренером.

## Кар'єра гравця
Вихованець школи київського «Динамо». Перший тренер — Олександр Леонідов. У 15 років грав у чемпіонаті Києва за «Спартак», під керівництвом Абрама Лермана. Сезон 1975 року провів у житомирському «Автомобілісті», однак жодної гри в чемпіонаті не зіграв. Восени 1975 року, за рекомендацією Лермана, перейшов у кіровоградську «Зірку», в якій грав до 1982 року, коли був призваний в армію. Службу проходив у київському СКА, який тренував Володимир Мунтян, але не зіграв за «армійців» жодної гри. Догравав сезон 1982 року в полтавському «Колосі», а в наступному році повернувся в «Зірку». За кіровоградців грав до 1990 року, після чого закінчив професійну кар'єру. Всього за «Зірку» провів 552 матчі і забив 72 м'ячі, що є рекордом клубу. У сезоні 1993/94 років грав у аматорському чемпіонаті України за знам'янський «Локомотив», а в 1996 році зіграв 1 матч в аматорському кубку України за кіровоградський «Буревісник-Ельбрус».

## Кар'єра тренера
Останні 2 сезони виступів у «Зірці» був граючим тренером клубу. Після завершення кар'єри гравця був призначений на посаду начальника кіровоградської команди. У 1993 році, після відставки Михайла Калити, деякий час виконував обов'язки головного тренера кіровоградців. Пізніше, після зміни керівництва клубу, пішов з команди. Працював у різноманітних бізнесових структурах.
Під час виступів у складі «Зірки» закінчив Кіровоградський педагогічний інститут ім. А. Пушкіна. Працював тренером-методистом в кіровоградській СДЮШОР ім. В. Верхоланцева, а потім - керівником фізвиховання в Кіровоградському музичному училищі.

## Досягнення

### Відзнаки
- Майстер спорту СРСР